# Lytta vesicatoria

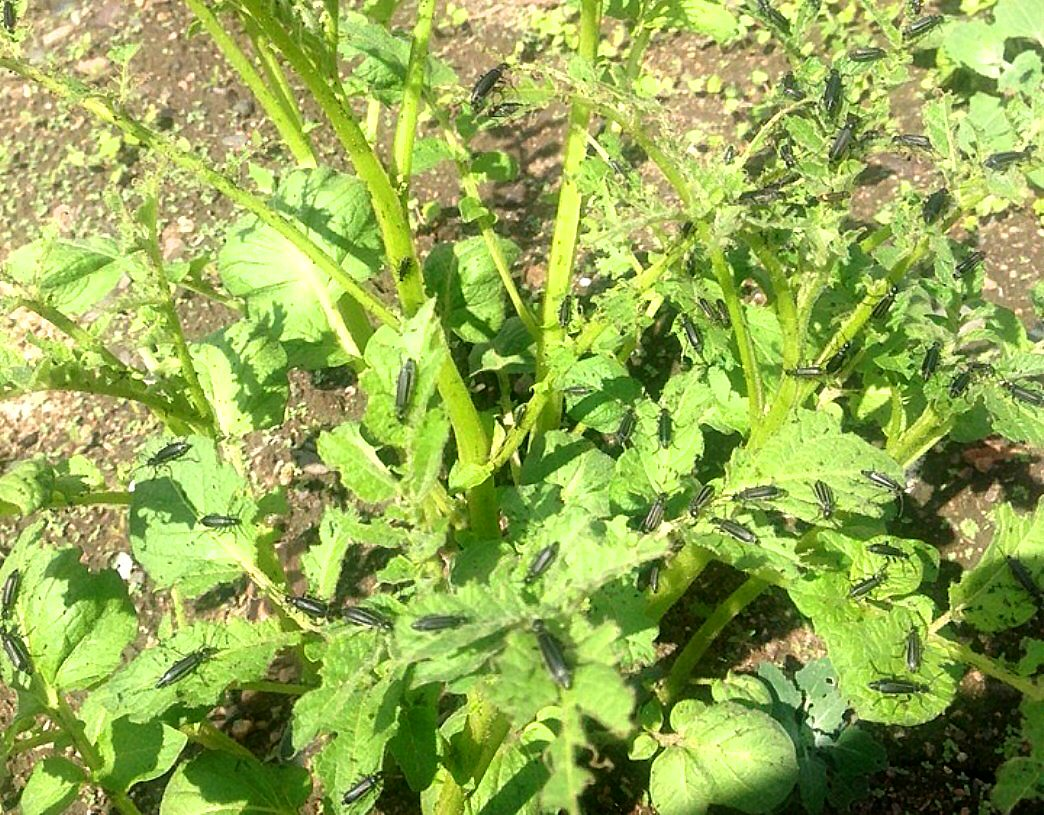
Lytta vesicatoria na Sibéria

Lytta vesicatoria (Linnaeus, 1758), comummente conhecida como como cantárida ou escaravelho-verde-das-verrugas, é uma espécie de insetos coleópteros polífagos pertencente à família dos Meloídeos.
Os élitros desta espécie são particularmente ricos em cantaridina, substância que é utilizada para preparar a cantárida, um produto tóxico com propriedades diuréticas e vesicantes presentes nas partes moles e no líquido circulante, sendo que em doses elevadas pode ser letal.
Historicamente, a cantaridina fora reputada como afrodisíaco, provavelmente induzido pela observação de congestão pélvica e priapismo, que surgem no rescaldo da intoxicação, com esta substância. Presentemente, não lhe são reconhecidas tais propriedades.
Trata-se de uma espécie presente no território português e espanhol. Sendo que em Portugal tendem a marcar presença na região Norte.